# Római-part

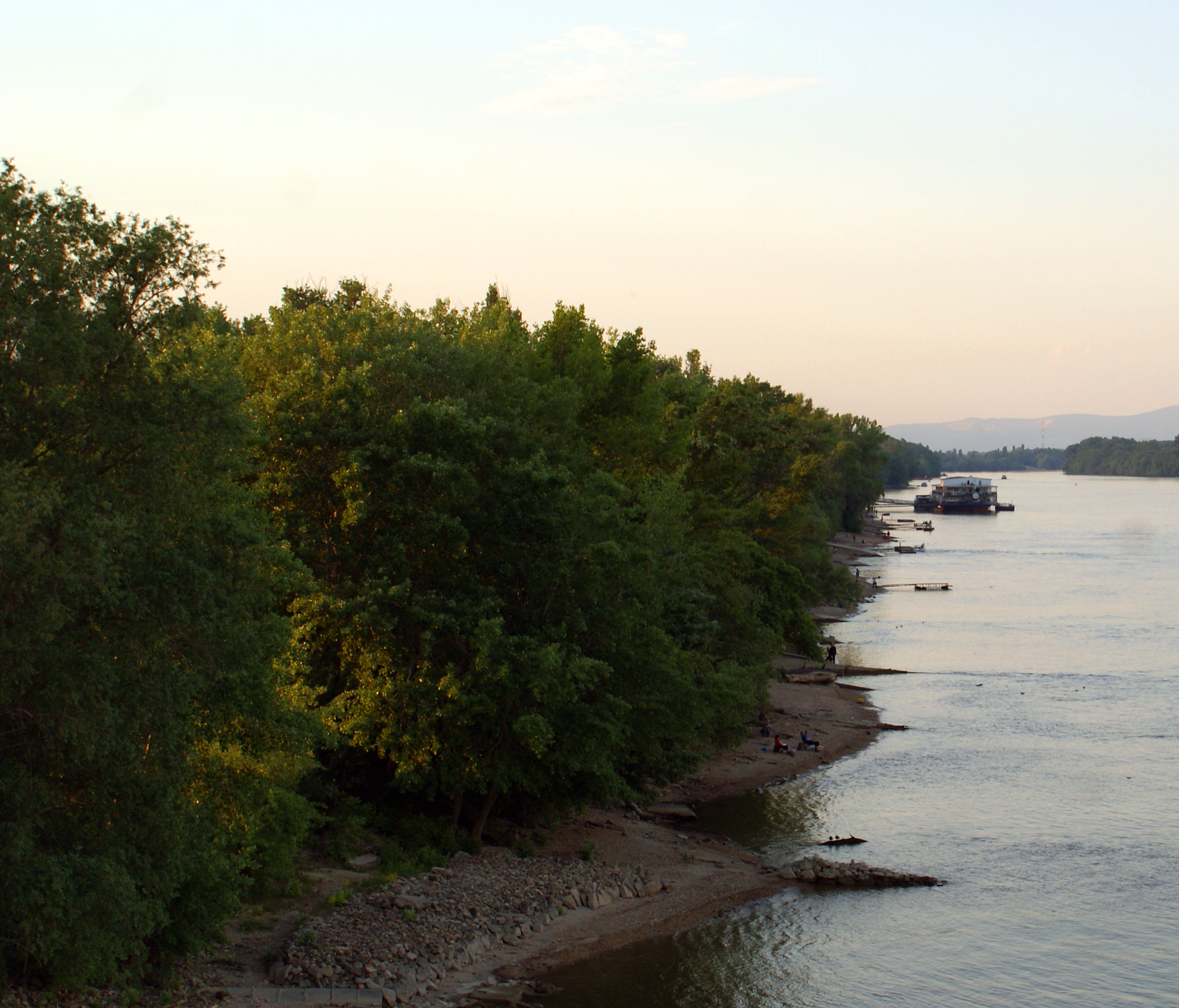
A Római-part az Újpesti vasúti hídról

A Római-part Budapest III. kerületének városrésze a Duna jobb partján, Budakalász és az Újpesti vasúti híd között.

## Fekvése

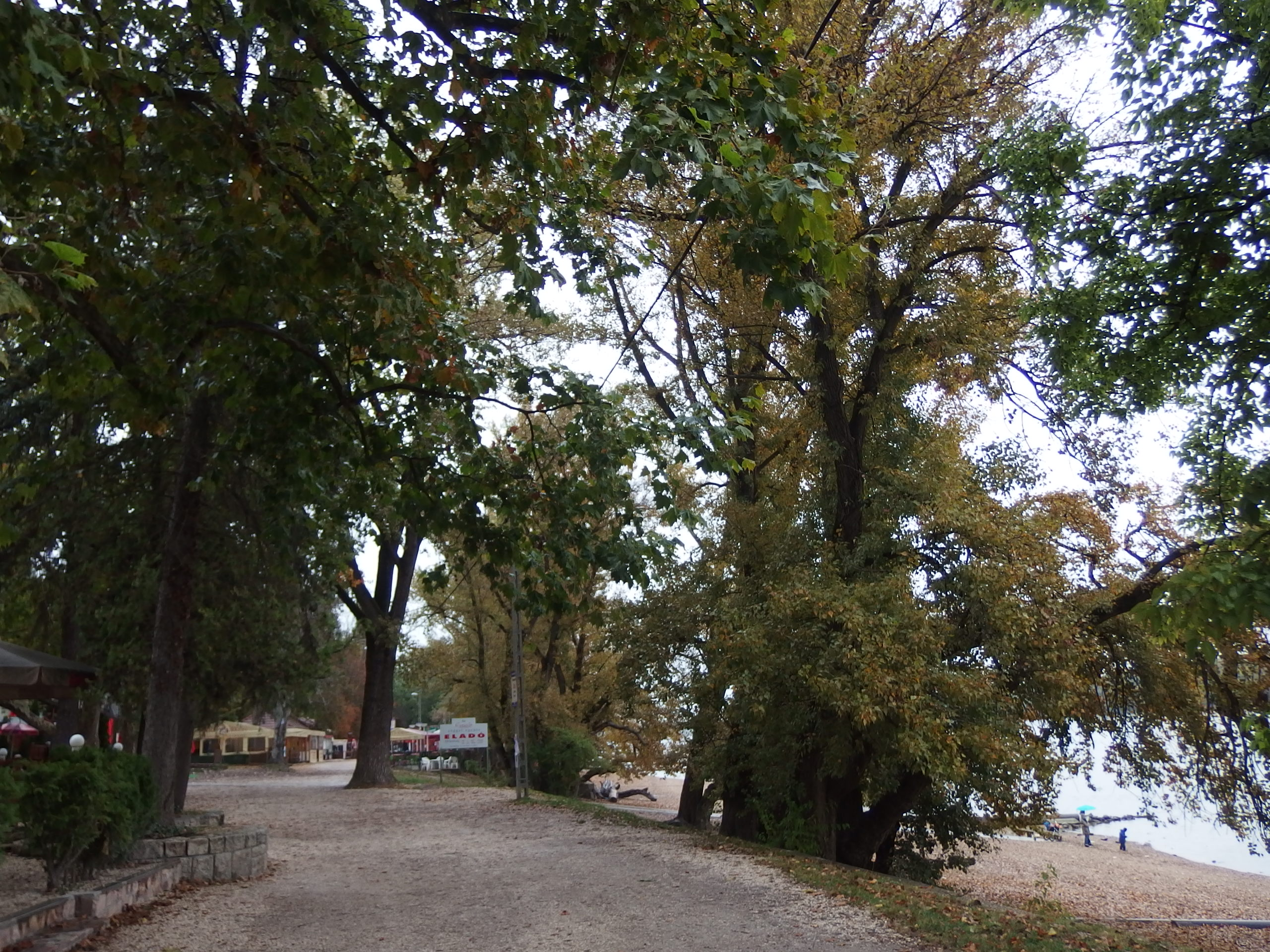
Római-parti fasor 2016 őszén

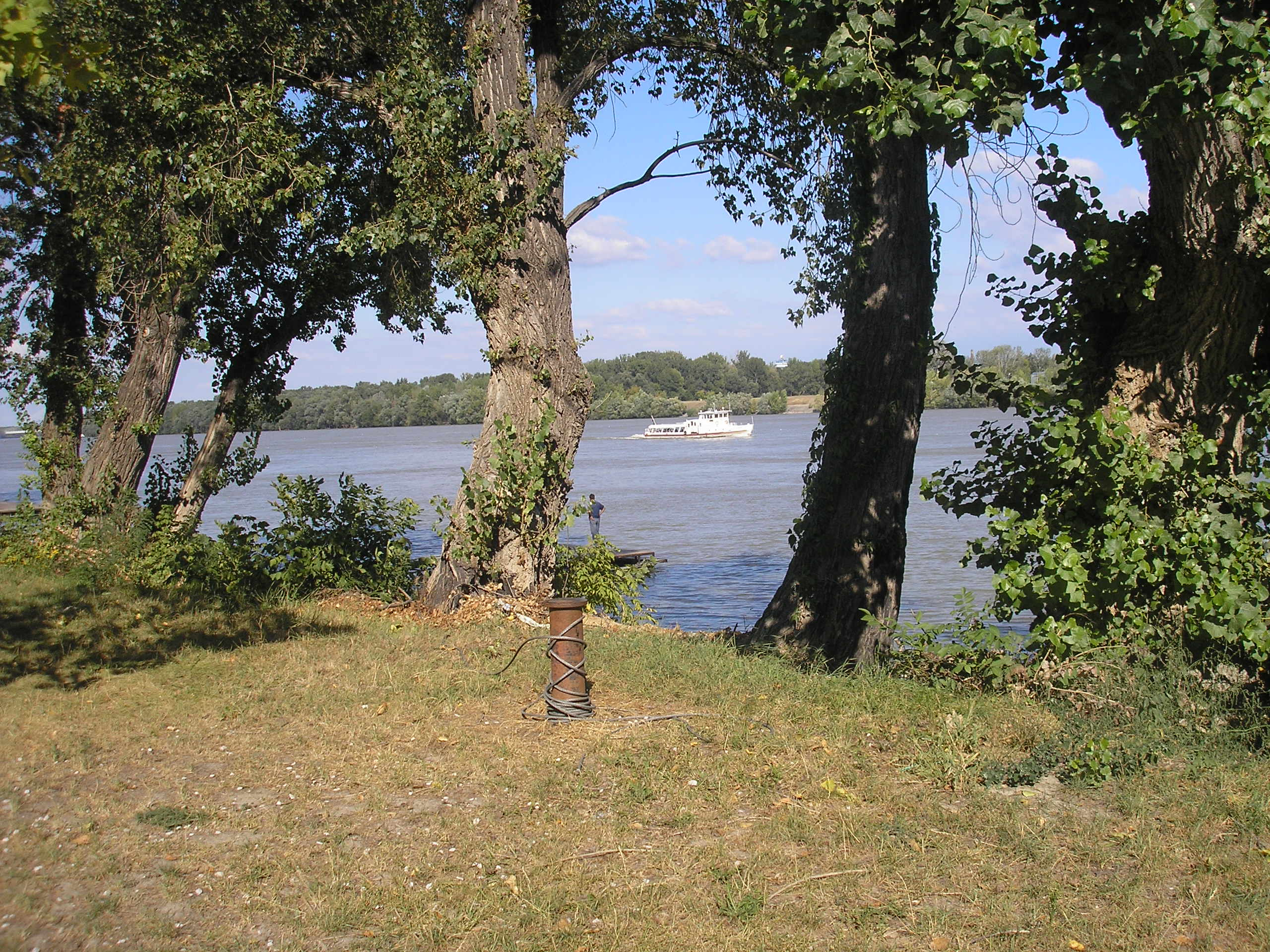
A mobilgát megépítése esetén kivágásra ítélt öreg fák

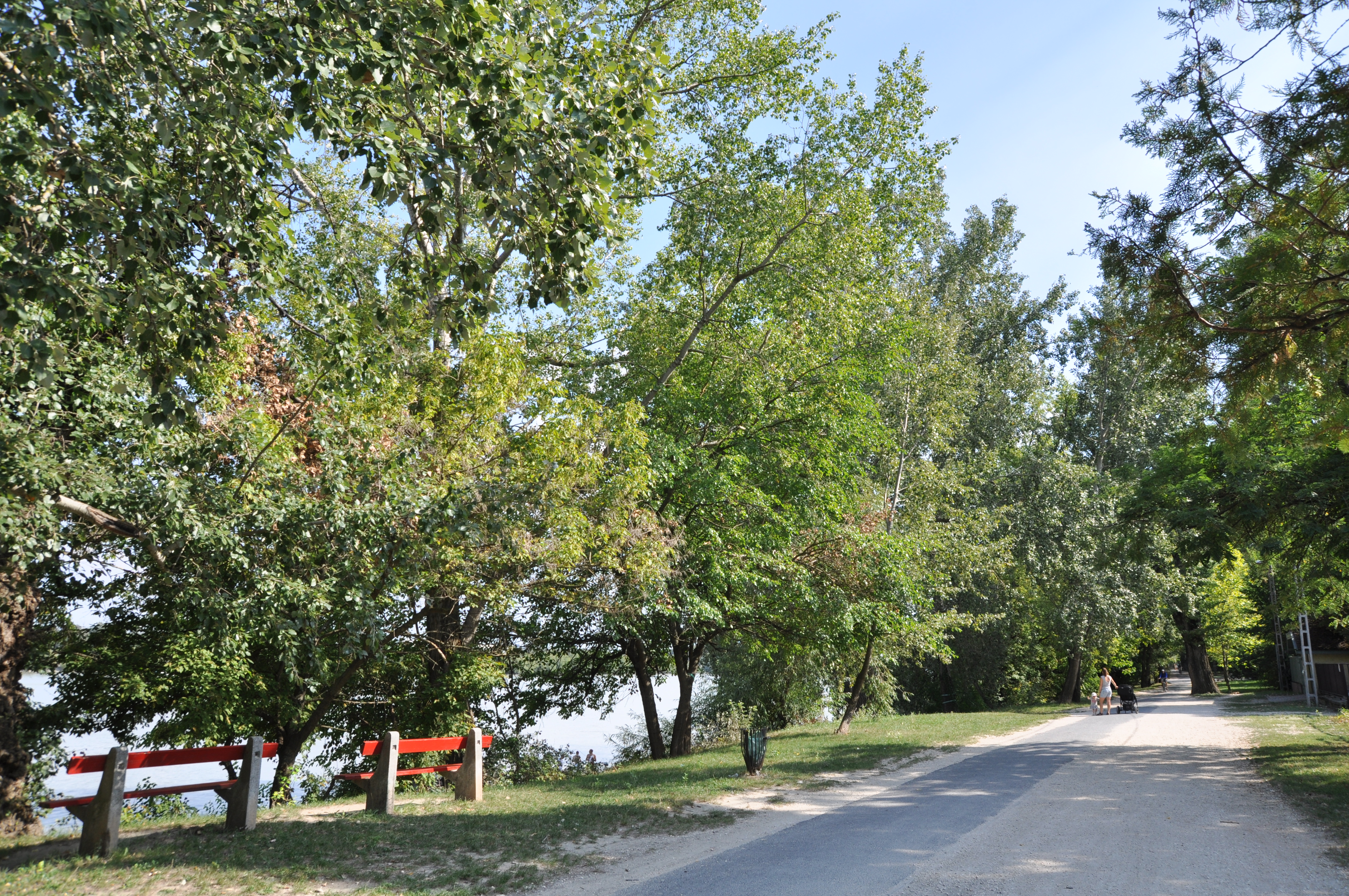
Padok a Kossuth Lajos üdülőparton

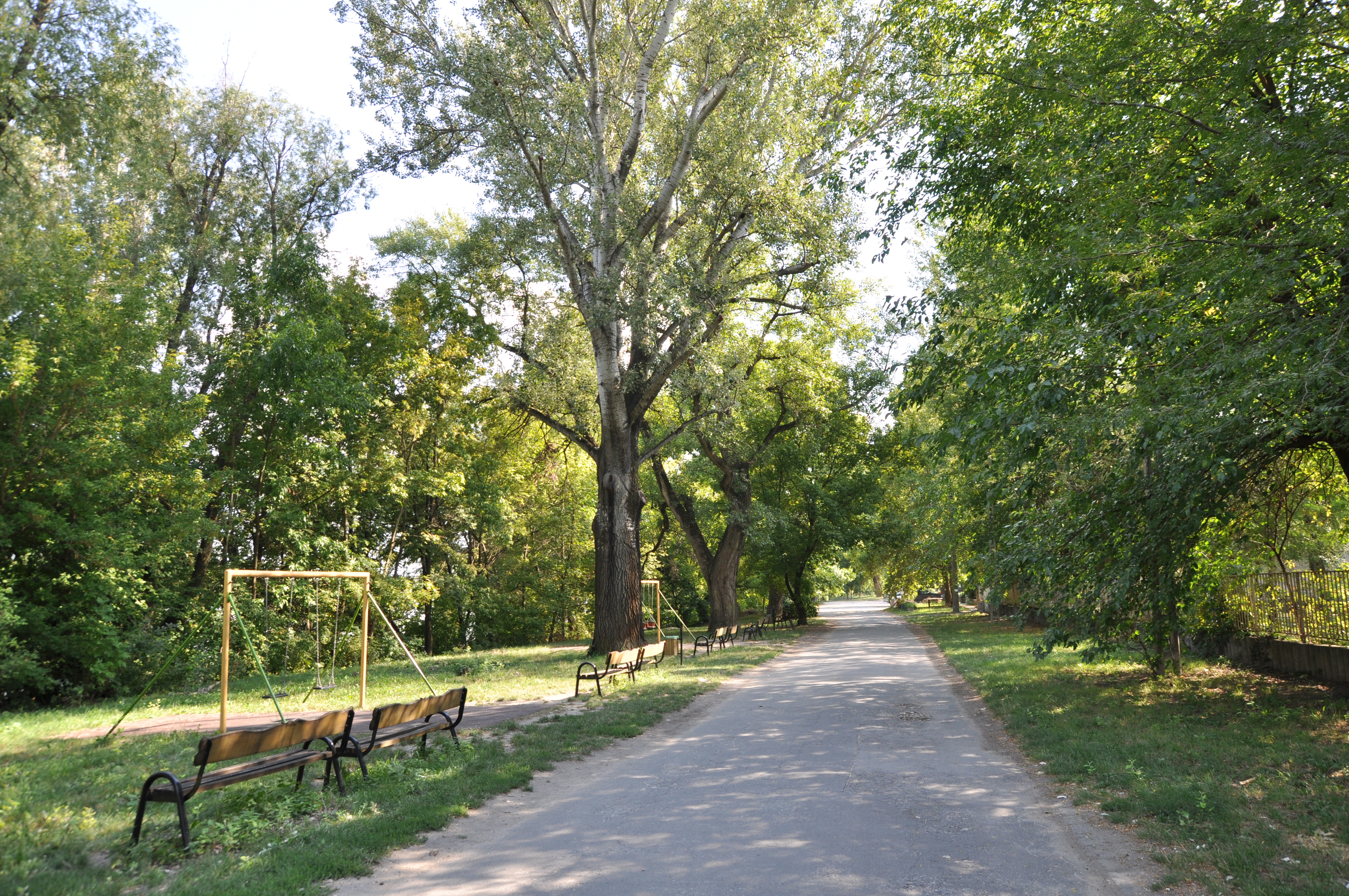
Játszótér a Kossuth Lajos üdülőparton

Kelet felől a Duna, délről az Aranyhegyi-patak északi irányból a Barát-patak, nyugatról pedig a Nánási út-Királyok útja határolja. A Duna partján 4,7 km hosszban húzódó sétány hivatalosan két szakaszra tagolódik: a déli neve Római part az Aranyhegyi-patak Pók utcai torkolata és a Kalászi utca között, a Rómaifürdő nevű városrészben, 1,2 km hosszban. A Kalászi utca és a Barátpatak utca között tartó északi szakasz neve Kossuth Lajos üdülőpart, Csillaghegy és Békásmegyer partszakasza a Pünkösdfürdő utcáig 2 km-en át, továbbá 1,5 km-en át a pünkösdfűrdői gát mentett oldalán a Barátpatak utcáig. A köznyelvben az egész sétányt Római-part néven emlegetik.
Az Újpesti vasúti hídtól északra fekvő, a Szentendrei út és a Duna közötti városrészt az 1830-as években – a 19. század elején a rómaifürdői források mellett működő malmokról – még Lőpormalomnak nevezték.

### Megközelíthetősége
Tömegközlekedéssel: A Szentendrei HÉV Aquincum, Rómaifürdő, Csillaghegy és Békásmegyer megállóitól, vagy a MÁV esztergomi vonalának Aquincum vasúti megállójától lehet megközelíteni kb. 10-15 perces gyaloglással. A Békásmegyer felé tartó 34-es busszal, ami a párhuzamos Királyok útján közlekedik. (Bármelyik Királyok útjai megállónál leszállva pár percre van a part.) A Pók utcai lakótelep körül megforduló 106-os busz Nánási úti megállójától két perc alatt elérhető a part.
Autóval: a Szentendrei út felől a Duna felé haladva.
Kerékpár: a Szentendre felé tartó kerékpárúton.

## A Római-part története
A Római-part jellege más volt a 19. században.

### 19. század
A Római-part a budai vízi élet felkapott központja volt, szennyezésmentes, fürdésre alkalmas hely.
Magyarországon az evezőssport meghonosítói Széchenyi István és Wesselényi Miklós voltak.
Az első hazai evezősversenyt 1842-ben rendezték, amelyet Clark Ádám (a Lánchíd építője) nyert meg. Az Evezős Szövetség 1892. évi megalakulását követően nagy lendülettel fejlődött a dunai vízisport. Ekkor a Római-parton 23 csónakház működött. Például: Magasházy, Weinberger, Faragó, Fájt, Burgermeister I, II, Nemzeti Bank, Spárta, Adria, Hattyú, Csuka, UTE, Ampére stb.
A Duna ezen szakaszának két partján ekkor már összesen hat csárda (Tüzes, Nap néni, Nap bácsi, Bivalyos, Haraplak, Megyeri), két vendéglő (Lieb, Burgermeister) és három szabad strand (Hungária, Duna, Tungsram) üzemelt.
A vendéglők közül a legrégebbi a Bivalyos csárda volt. A csárdát a gázlónál kialakult vásártér mellé építették, ahol a bivalykereskedők vásároltak a gazdáktól. Az ún. első katonai felmérés (1780–84) térképein már szerepelt. A csárda köré gyűltek a kézművesek is: kirakodóvásáraik a szórakozás sajátos színterét jelentették. A Bivalyos csárda az 1930-as évektől a fejlődő római-parti élet és a vadevezősök kedvelt szórakozóhelyévé vált. 2015 óta az épület üresen állt, romossá vált, 2021 őszén lebontották.

### 20. század

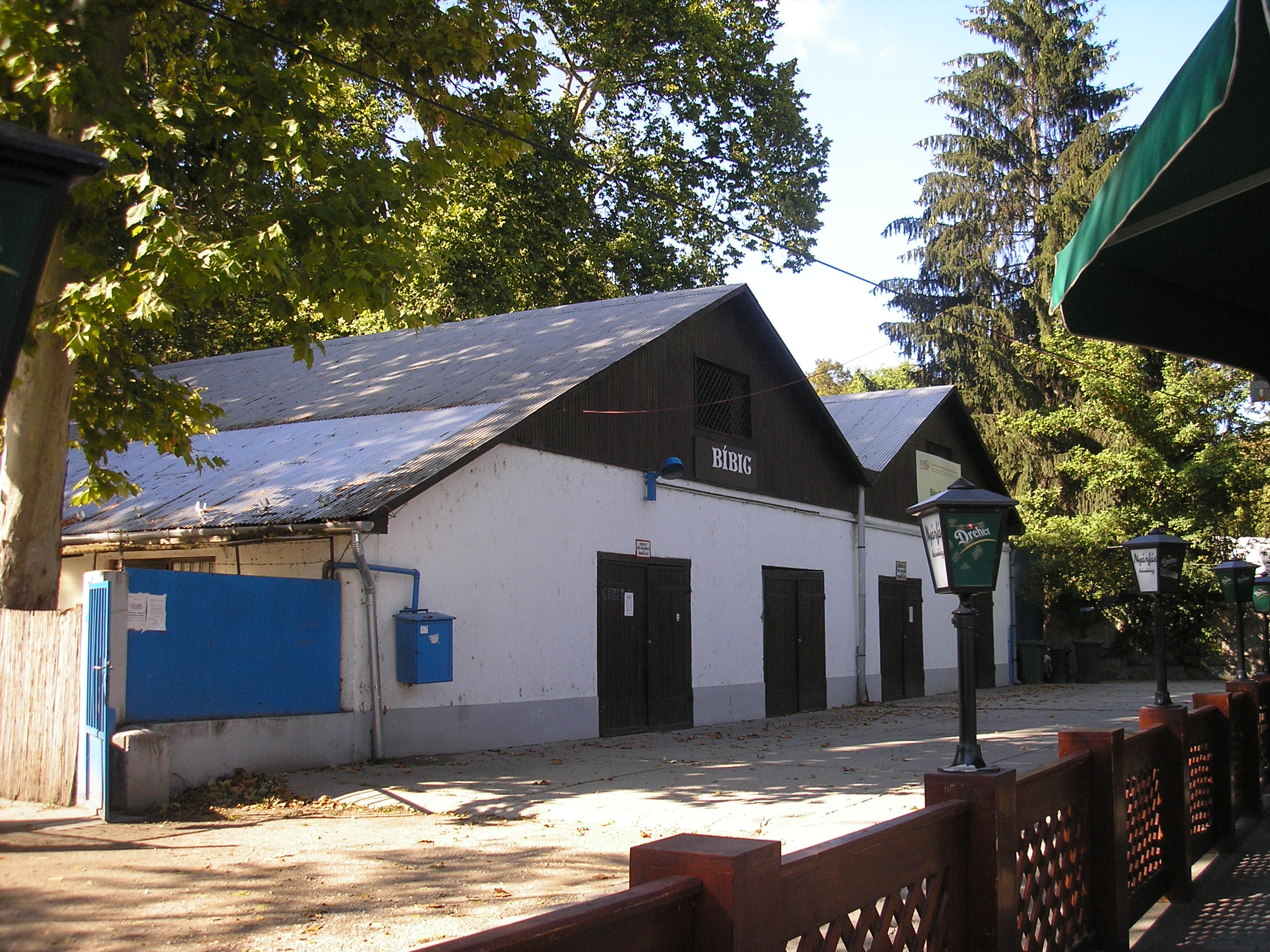
A Bíbic csónakház 2012-ben

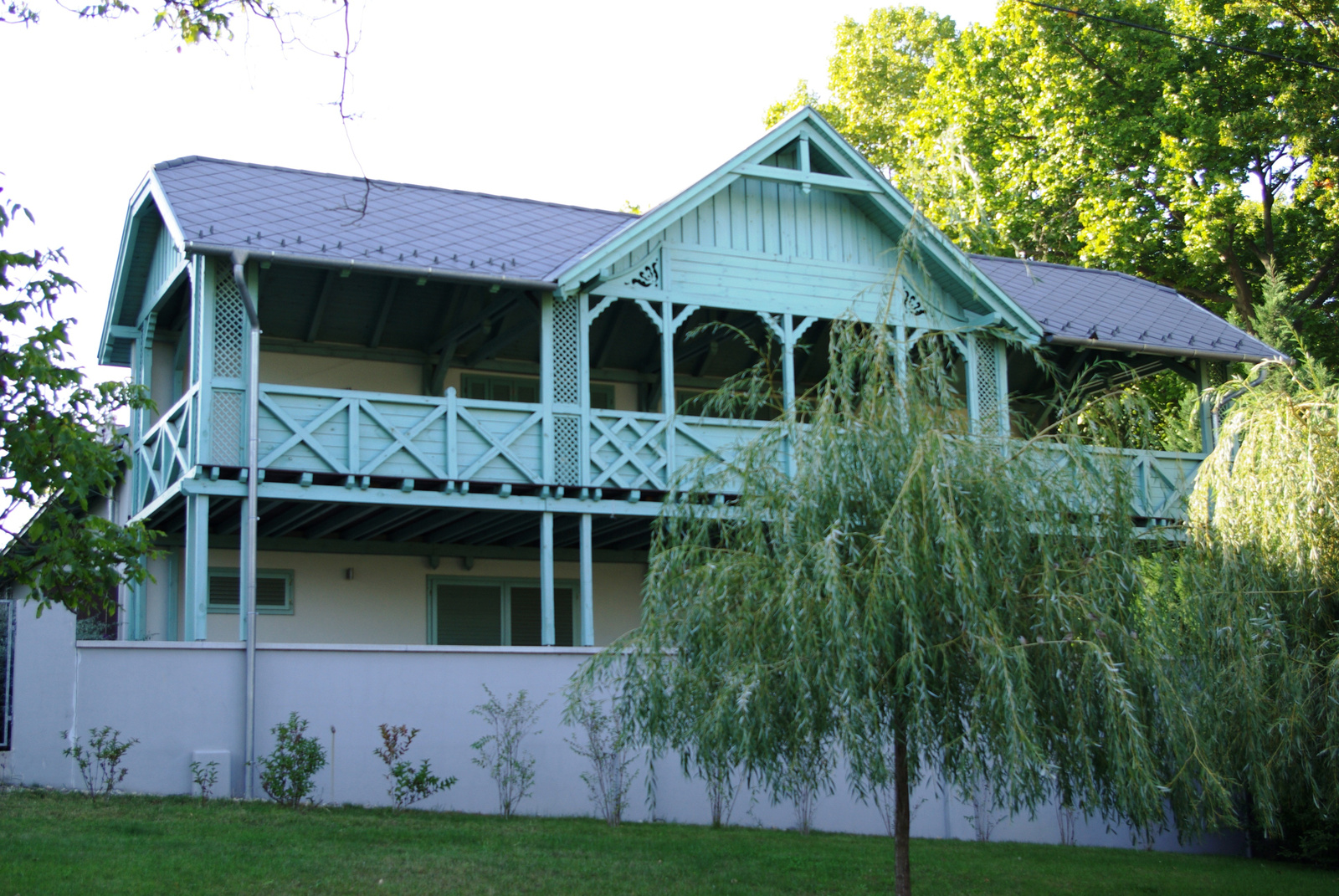
A Bibic I. csónakház

A Római-part Óbuda és a főváros lakosságának egyet jelentett a Dunával és a csónakházakkal.
Az 1953-as elöntés után épült meg az első, a Nánási út és a Királyok útja mentén futó úgynevezett nyúlgát.
A Római-part folyamatosan fejlődött, a főváros vízisport-paradicsomává vált. Vállalati, egyesületi és magán csónakházak tucatjait sorakoztak a parton. A vízisport iránti tömeges érdeklődés az 1970-es évek végétől kezdett csökkenni. Az 1970-es–1980-as években még sikk volt hétvégéket a vállalati csónakházakban tölteni, illetve kielboattal, kajakkal, kenuval vízre szállni. Kitűnő cél volt a Lupa-sziget, Szentendre stb.
1981-re készült el a Duna mellett futó, a Békásmegyeri lakótelepet is védő gát a Barát-patak torkolata és a Pünkösdfürdő utca között.

### 1990 után
A rendszerváltást követően a vállalati üdülőket és a hozzájuk tartozó csónakházakat a vállalatokkal együtt privatizálták. Az üdülők nagy része ezután bezárt, sokukat lebontották, a hullámtérnek minősülő megüresedett telkeken a szabályozási terveket és árvízvédelmet figyelmen kívül hagyva lakópark építések kezdődtek. 
A Fővárosi Közgyűlés 1998-ban a Római-partot beépítésre szánt üdülőövezetté nyilvánította.
A csónakházak jó részére is a bezárás, lebontás, vagy a szórakozóhellyé átépítés várt. Mindezek mellett a parton is egyre több szórakozóhely és étterem nyílt. Az 1990-es évek elején megépült a Nyárfás, az Evezős Sörkert, Platán söröző és a többi. A part csónakházakból és vállalati üdülőkből álló korábbi csendes arculata gyors ütemben megváltozott, nyári hétvégeken egy vigalmi negyed képét öltötte magára, de a természeti értékek, az öreg fák megmaradtak.
Azóta minden június első hétvégéjén megrendezték a Duna-napot is, ami egy idő után természetessé vált az ott lakóknak. Egyre több program volt, majd 2002-ben megszűnt.
1997-ben másfél évtized szünet után újjáalakult a Budapesti Evezős Szövetség (BESZ).

### 2000-es évek

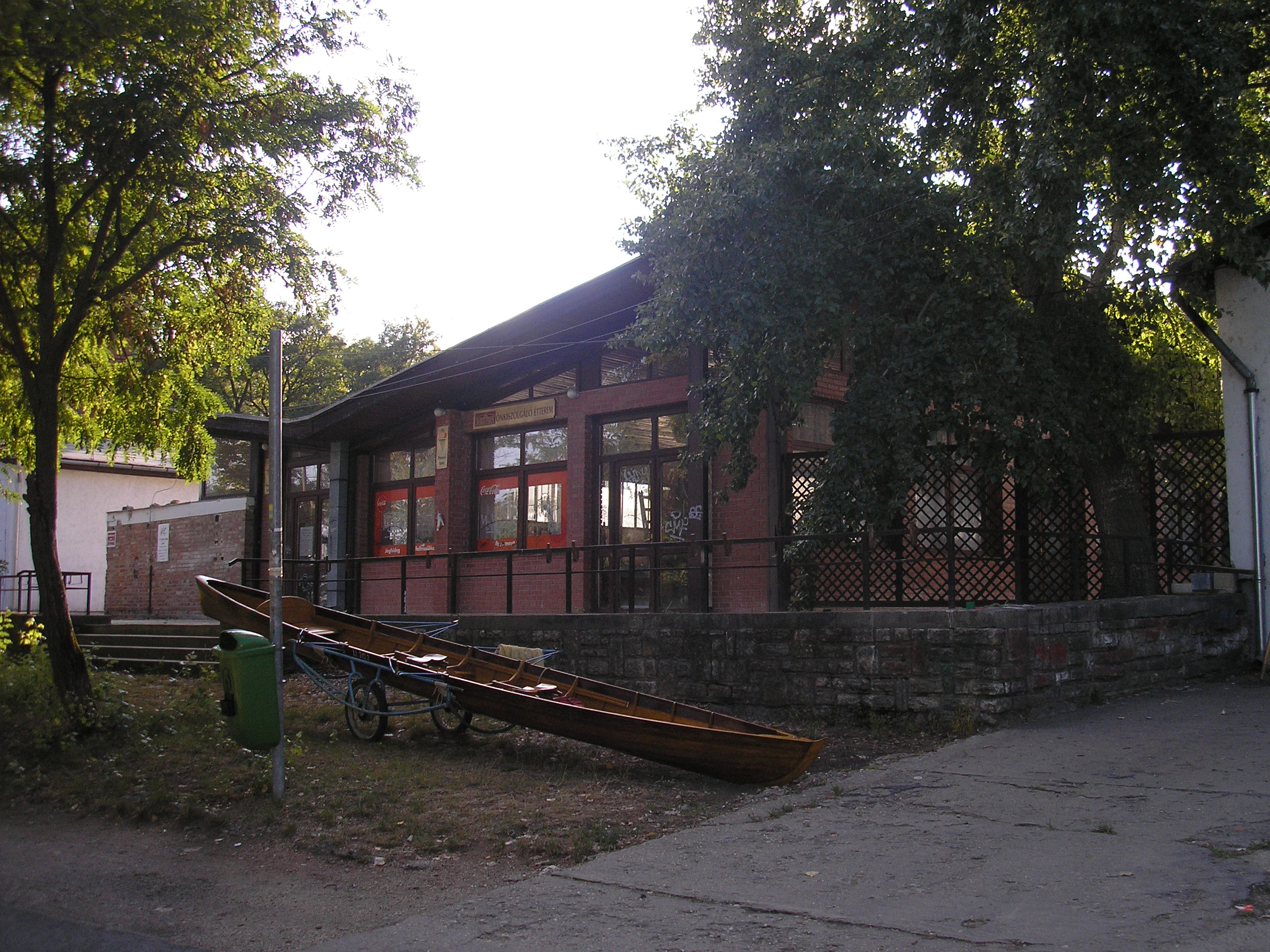
Bezárt önkiszolgáló étterem

Az 1990-es évek vége felé a csónakházak elég rossz állapotba kerültek, felújításukra nem volt mód, így a nyaralni vágyók száma is lecsökkent. A sportlétesítményeket kezelő cég egymás után adta el – áron alul – a csónakházakat. A 2000-es évek elején megindult a lakóparkok építése. Először a Vadkacsa I-II. helyére, majd jött a többi.
2008 nyarán bontották el a Vöcsök II.-t, ami műemlék is volt egyben. Csónakház alig maradt a part délebbi részén; az építkezési kedv nem hagyott alább, és elkezdődött az északi részen is. 2008-ban lebontották a Hotel Magisternt is, a helyére tömbökből álló többszintes épületegyüttest emelnek.
Megmaradt és működő csónakházak: a Bíbic, Tropical, Csillag, Béke és Hattyú.
A III. kerületi önkormányzat 2012-ben a hullámtérbe engedély nélkül épült lakóparkok terjedését változtatási tilalommal igyekezett megakadályozni.

## A Római-partot érintő nagyobb árvizek
A part lakossága az évek során több kisebb–nagyobb árvizet megélt. Néhányszor embereket is ki kellett költöztetni, de az „őslakosok” ezt már tudomásul vették.
- 1941. február: a dunai jeges ár elöntötte az egész partot, sőt Csillaghegy egy része is vízben állt. Az Újpesti vasúti hídnál robbantották fel a jégtorlaszt. A budapesti Vigadó téren ekkor 838 cm legmagasabb vízállást mértek.
- 1953–1954: a Duna újra elöntötte a partot, ekkor épült az azóta több alkalommal megerősített töltés a Nánási út - Királyok útja vonalában. A Vigadó téren ekkor 805 centiméteres vízállást mértek. (A mai napig ez az egyetlen, úgynevezett nyúlgát biztosítja Csillaghegy védelmét a Duna árvizeitől.)
- 1965. június közepén tetőzött a Duna. A Vigadó téren 845 centimétert mutatott a mérce. Az árvíz alatt a római-parti üdülőterületet teljesen ki kellett üríteni, az Aranyhegyi-patak balparti töltését meg kellett erősíteni. A Nánási út - Királyok útja vonalában húzódó nyúlgátat szintén meg kellett erősíteni.
- 1978–1981: elkészült a római-parti végleges védmű első szakasza, amely a Pünkösdfürdő utcától a város határáig kiváltotta a Királyok útjai gátat. A Békásmegyeri lakótelep árvízvédelmi töltését Pünkösdfürdő és a Barát (kis – Sing)–patak torkolata között a part mentén építették meg. A töltés fátlan, de rendszeresen kaszált, tetejéről jó a kilátás és burkolt, kivilágított út vezet végig rajta. Napozásra, horgászatra, kocogásra, kerékpározásra, kutyasétáltatásra kiválóan alkalmas, ezért nem csoda, hogy népszerű a helyiek körében.
- 1991. augusztus: A nyári zöldár levonulásakor a Szentendrei-szigeten Suránynál átszakadt a gát, Surány és Szigetmonostor veszélybe került. A Duna nem kímélte a Római-partot sem, de ez az árvíz nem veszélyeztette a Nánási utat. A legmagasabb vízállás 781 cm volt a Vigadó téren.[8]
- 1997. július: A Vigadó téren 733 centiméteren tetőzött a Duna, a védekezés mindenhol sikeres volt.
- 2002. március: Az utóbbi 50 év legjelentősebb áradásainak egyike vonult le a Dunán, Kisoroszi és Tahitótfalu között a közutak víz alá kerültek, Leányfalun az ártérben álló házakat öntötte el az árhullám. A Vigadó téren a Duna 767 centiméterrel tetőzött. A Római-part megközelíthetetlen volt.
- 2002. augusztus: a Vigadó téren 848 centiméteren tetőzött a Duna. A rekord mértékű áradás miatt 2021 embert kellett kitelepíteni, ebből 700-at Budapest III. és XXII. kerületéből. A partot teljesen ellepte a víz, az Aranyhegyi- és a Barát-patak medréből is kiáramlott a víz. A 106-os busz terelve közlekedett, nem érintette a Nánási utat. Hamar turistalátványosság kerekedett az árvízből. Mindenki „csodálta” a hatalmas vizet, megdöbbenve vették tudomásul, hogy a „víz az úr”. Ekkor ismét felvetődött a partmenti gát sürgős megépítése.
- 2006. április: A Vigadó téren 860 centiméteren tetőzött a Duna, ami 12 centiméterrel haladta meg a 2002. augusztusi 848 centimétert. Az ígért gát még sehol nem volt, de szerencsére a Duna nem öntötte el a Nánási - Királyok útját. A nyúlgát újbóli megerősítésével sikerült megoldani, hogy ne történjen nagyobb baj.
- 2013. június: 1838 óta a legkomolyabb árvíz ekkor vonult le a Dunán, 891 cm legmagasabb vízállással.[9][10] Ezt követően a Dunakanyar nagyobb települései megerősítették a védműveiket és mobilgátakat építettek rájuk. (A mértékadó árvízszint 2014 óta 927 cm.[11])
- 2024. szeptember: a Vigadó téren 830 cm-en tetőzött az áradat. A politikusok ismét gumicsizmában pózoltak a kameráknak. A védekezésben katonák és civil önkéntesek egyaránt részt vettek. A Nánási út – Királyok útja mentén a fővédvonalat homokzsákokkal erősítették meg.[12]

## Tűzesetek
- 2001. tavasz: Római Club. Az épület azóta üresen áll, állaga romlik.
- 2003. augusztus: Leroy Cafe étterem. Éjszakai gyújtogatás áldozata lett. A közvetlen szomszédságában álló Vöcsök II. csónakház is megégett, bent evezők és más tartozékok is károsodtak. Évekig álltak romos tartóoszlopai, de már azokat is lebontották.
- 2008. január: Bibic. A tűz oka ez esetben az ottfelejtett étel. Nagyobb kár nem történt, az épület áll és működik.

## Gátkérdés

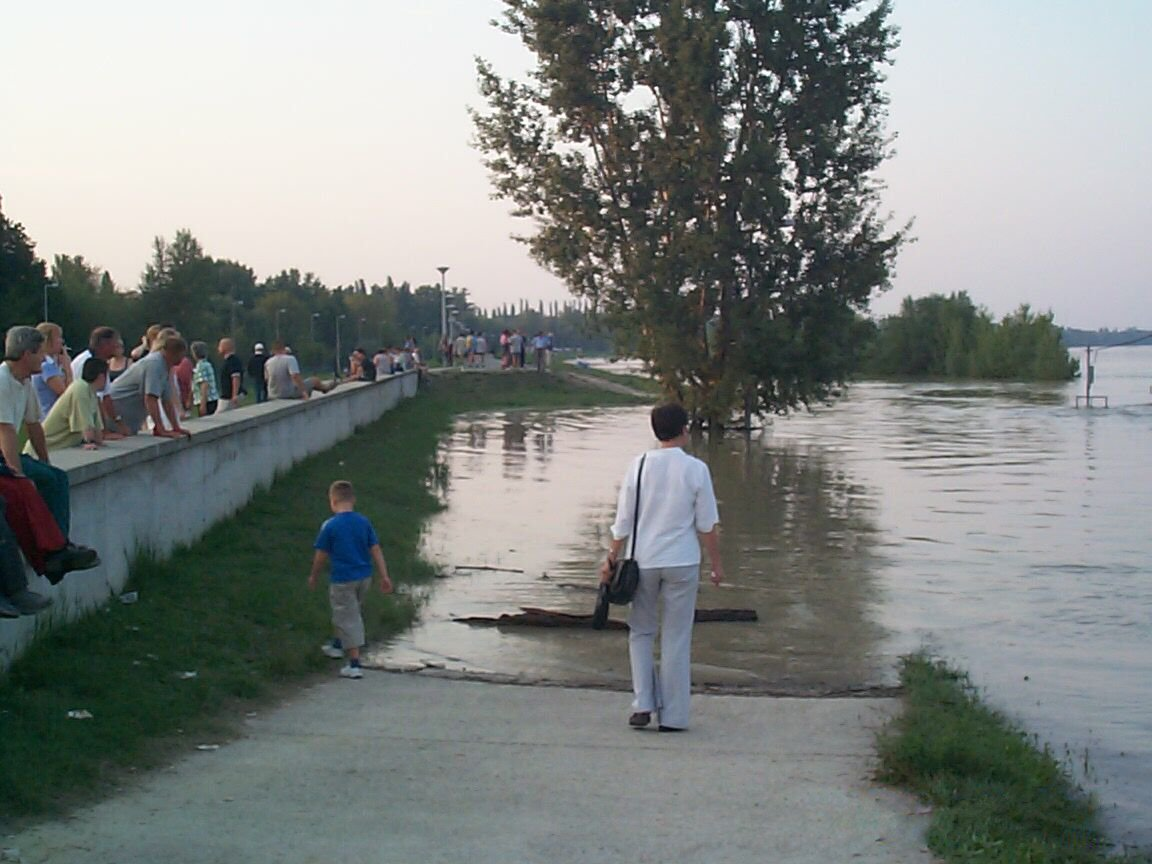
Árvíz 2002-ben Békásmegyeren a pünkösdfűrdői gátnál

Az alacsony elhelyezkedése miatt a partot időről időre elöntő árvízekre hivatkozva a főváros először mobilgát építését határozta el. A gát terveit sokan ellenezték. Például környezetvédő civil szervezetek, mivel a part közeli gáttal elveszne a part varázsa, a közvetlen kapcsolat a Dunával, valamint a gát építésekor kivágnák a part növényzetét, közel 2000 fát. A gát helyéről több elképzelés is született: az egyik változat szerint közvetlenül a part mentén, egy másik szerint az 1978 óta fővédvonalnak minősülő Nánási út–Királyok útja vonalon, ez legfeljebb 200, a gát stabilitását és hatékonyságát veszélyeztető fa kivágásával járna, illetve előbbi esetében egy magasabb, utóbbinál alacsonyabb állandó fal épülne, ami egyértelműen a graffitisek új kedvenc helyévé válna. Akadt olyan elképzelés is, amely a parti, magántulajdonban lévő telkekből sajátítana ki részeket, ezzel a gát nem közvetlenül a parton épülne, ez némileg kevesebb fa kivágásával, viszont számos pert kellene lefolytatni, ami rendkívül meghosszabbítaná a már így is évtizedek óta húzódó projektet.
Egyes III. kerületi lakosok, akik mind a parti, mind a Nánási út–Királyok útja menti fákat meg akarják védeni, illetve nem szeretnék, ha egy összegraffitizett fal csúfítaná a környéket inkább a jelenlegi – gát nélküli – helyzet fenntartása mellett foglaltak állást.
A mobilgát építése ellen – különösen a közvetlenül a part mentén húzódó nyomvonalival szemben – komoly szakmai érvek merültek fel: A partszakasz altalaja ugyanis túl puha, és egy esetleges ár kimossa azt a mobilgát alól. Továbbá a mobilgát tervei nem ismertek, sőt még csak nem is véglegesek. Így például sem a költségvetésről, sem a tereprendezés terveiről nem áll rendelkezésre elegendő információ. Tarlós István előzetes nyilatkozata szerint szakmai szempontok alapján fognak dönteni. A döntés viszont ennek az ellenkezőjét bizonyította. Még a kockázatelemzési tanulmány sem készült el, amikor 2017. április 5-én a fővárosi közgyűlés megszavazta a gát part menti nyomvonal változatának megépítését. A döntést az érintett lakossággal történő érdemi konzultáció elmaradása ellenére június 14-én a főváros önkormányzata megerősítette. Az építés ellenzői szerint a döntés valódi oka sokkal inkább az, hogy egy Fidesz-közeli oligarcha, Garancsi István luxuslakóparkot akar építeni a területre, és ezt a tervét csak a mobilgát megépíttetésével valósíthatja meg. (A lakópark később 2018-ban valóban átadásra került.) 2017 szeptemberében Tarlós István a tiltakozások hatására felvetette a népszavazás lehetőségét, majd ugyanezt néhány nap múlva visszavonta.
2019-ben Tarlós István újra a népszavazás javaslatával kampányolt, ám nem pontosította, kiket is érintene ez: egész Budapestet, a III. kerületet vagy csak a part közvetlen közelében, illetve a parton élőket.
2018 novemberében elkezdték acél szádfalak beépítésével megerősíteni a pünkösdfürdői gátat. A mobilgáttal kiegészített védmű 2019-re, a mentett oldal tereprendezése 2020-ra készült el. Rajta a békásmegyeriek körében hamar kedveltté vált Pünkösdfűrdő Park 2022 márciusában nyílt meg. 2023 márciusában a Nánási úti gát megőrzése és a fővédvonalként történő továbbfejlesztése mellett hozott döntést a főváros vezetése. (Ez 1 méter magas vasbeton pengefalra történő átépítést jelent, az indokolt helyeken mobilgátakkal kiegészítve, végig az út keleti - part felöli - oldalán kijelölt nyomvonalon. A vízművek pedig a parti sétány alatt húzódó - a főváros biztonságos ellátásában fontos szerepet betöltő - ivóvízvezeték cseréjét tervezi az áthelyezés helyett.)
Mocsárosdűlőn és Rómaifürdőn az Aranyhegyi-patak balparti gátját a Zsófia utca és a Nánási út között vízzáró rézsűvel és vasbeton támfallal erősítette meg a főváros. A munkálatok 2019-2023 között tartottak.

## Sportolási és szabadidős lehetőségek

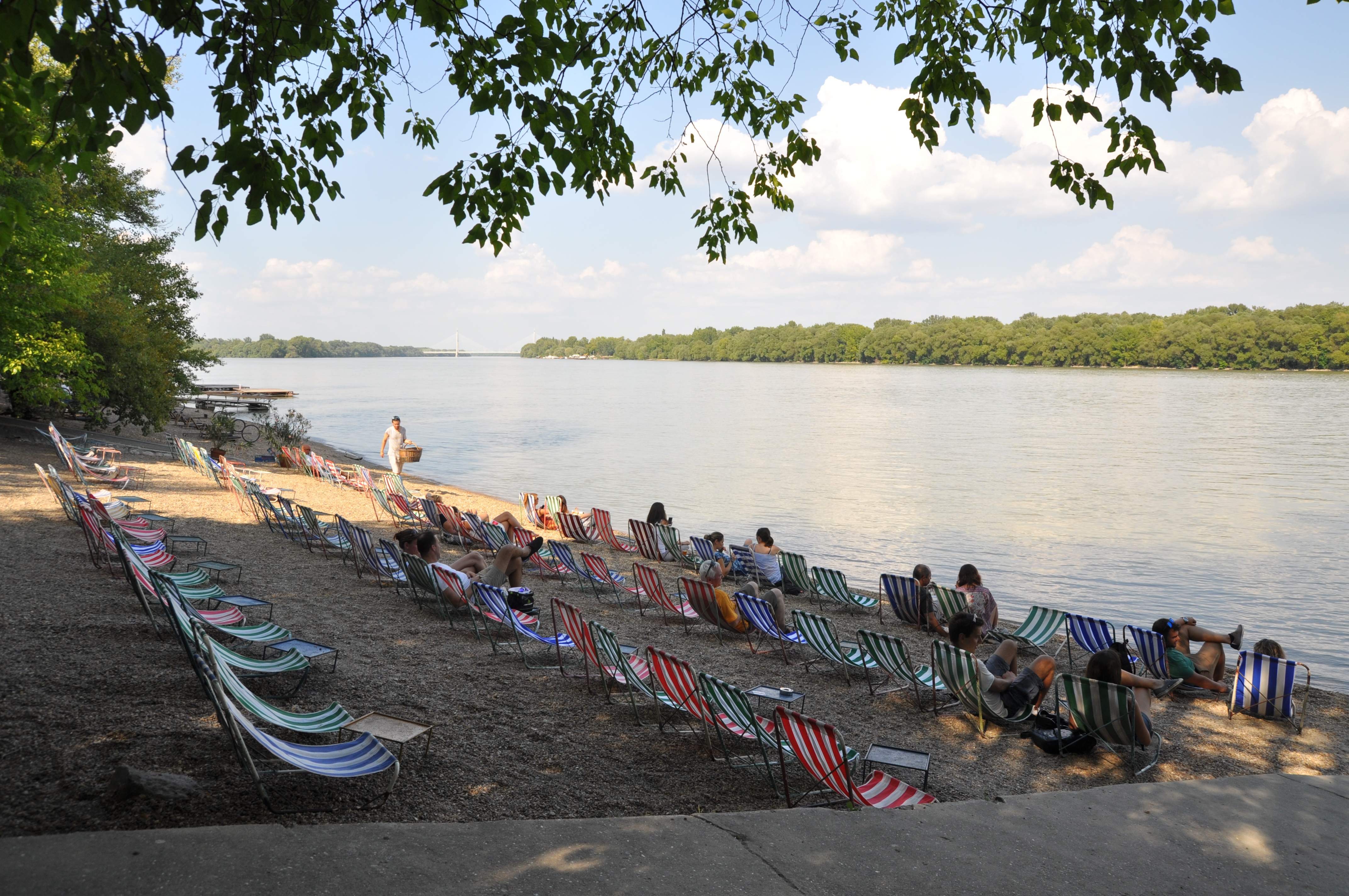
A nyári szezonban kihelyezett nyugágyak a Fellini bisztró part felöli oldalán

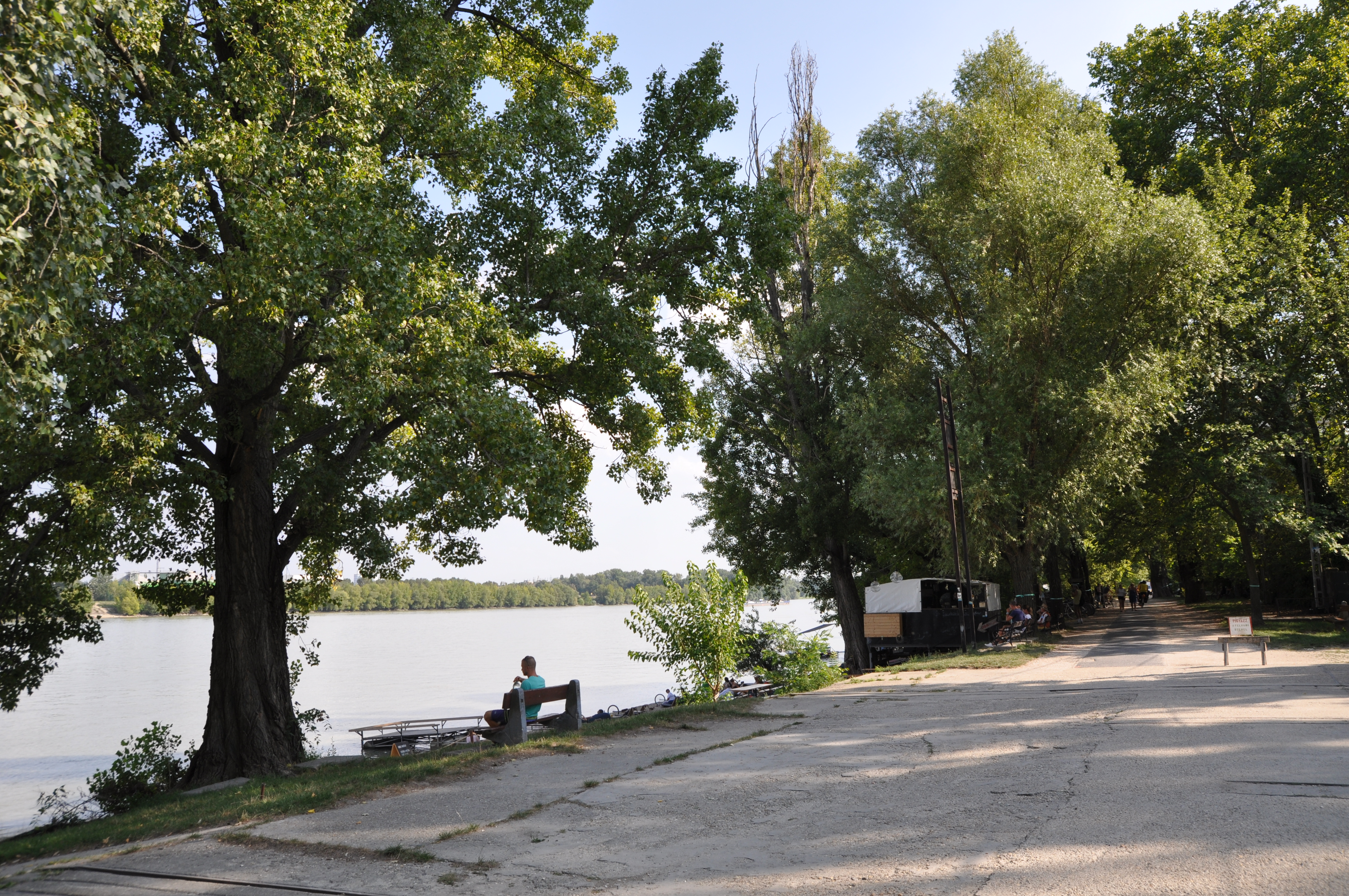
A Hattyú csónakház sólyarámpája és padok a Nap bácsi kávézó mellett

A Duna máig érvényesülő dinamikája, állandóan változó vízszintje minden természetkedvelő, sportolni vágyó városlakót vonz. A vízi sportok mellett kedvelt kerékpáros és futó hely is. A part déli részén ez a legnehezebb, ugyanis a legtöbb sétáló, motoros és autós leginkább ezt használja. (Utóbbiak ki vannak tiltva, néha megjelennek.) Szintén nehezíti a közlekedést a murvás, kavicsos út a part ezen területének néhány helyén. Nagyokat lehet sétálni közvetlenül a part mellett vagy napozni. A partnak ez a része többnyire a lakóparkokról, a zenéről és a gasztronómiai élményekről szól. Régen az egyik csónakház felső szintjén egy biliárdozó hely is működött. (A helyén azóta szintén lakópark áll.)
A part középső szakaszán kiépített aszfaltozott kerékpárút halad. Az út minősége jó, de tavasztól – őszig nehéz használni, mert a szűk járdán a sok gyalogos és kerékpáros nehezen fér el.
A partnak ez a középső része. Itt még állnak a régi csónakházak, a közvetlen kapcsolat a Dunával megmaradt, itt is sokan napoznak. Többek között lángosos és egy étterem is üzemel a lakóparkok közelében. A Golyós büfé mellett egy petanque pálya működik.
A Kadosa utca és a Kalászi utca közötti hétvégénként nyüzsgő büfésort elhagyva, az 1970-ben épült majd 2021-ben apartmanházzá átépített Postás üdülőtől északra a part az év bármelyik szakában kiválóan alkalmas a sportolásra. Ez csendesebb, kevésbé zsúfolt. Más a hangulata, mint a déli résznek. Tovább haladva a pünkösdfürdői töltés mellett szélesebb útban folytatódik a Kossuth Lajos üdülőpart, ami szintén a gyalogosoké.
A Duna-parti sétány északi, budakalászi folytatása már nem a Római-parthoz tartozik.
Néhány csónakházban a hajók bérlése mellett kajak-kenu tanfolyamokra is lehetőség nyílik.
A Rozgonyi Piroska utcai időszakos hajóállomás közelében és a Szent János utca torkolatától északra egy kisebb játszótér található.
Évek óta megjelenik egy folyóirat is – Római Parti Hírek – néven, amelyben mindig beszámolnak a Római-partot érintő aktuális ügyekről.

## Fürdő a parton
A vízminőség romlása miatt a kijelölt fürdőhelyeket 1973-ban megszüntették.
Politikai pártok és civil szervezetek 2019-ben már próbálkoztak a nyári szezonban újra üzemelő szabadstrand nyitásával. A Duna kitisztult vízére és a lakossági igényre tekintettel a kerület üzemeltetésében 2021-től kezdve vált rendszeressé.

## Megjelenése a kultúrában
A víziélet beindulása óta számos művészt, énekest, költőt megihletett már a Római-part hangulata. A legismertebb az 1952-ben bemutatott Állami Áruház című film Egy dunaparti csónakházban című slágere, amelyet Petress Zsuzsa és Kazal László adott elő. (A szövegét Szenes Iván írta, a zenéjét pedig Kerekes János szerezte.)